# بوب كلايتون
بوب كلايتون (بالإنجليزية: Bob Clayton)‏ هو مقدم تلفزيوني أمريكي، ولد في 17 أغسطس 1922 في أتلانتا في الولايات المتحدة، وتوفي في 1 نوفمبر 1979 في نيويورك في الولايات المتحدة.